# Fresen
Fresen je naselje v Občini Sokovo v Okraju Trg na Koroškem v Avstriji.